# Agenția Uniunii Europene pentru Cooperare în Justiție Penală
Agenția Uniunii Europene pentru Cooperare în Justiție Penală (Eurojust) este o agenție a Uniunii Europene care se ocupă de cooperarea judiciară în materie penală între agențiile statelor membre. Aceasta a fost înființată în 2002 pentru a îmbunătăți gestionarea crimelor transfrontaliere grave și a crimei organizate prin stimularea coordonării investigative și a procuraturii. Sediul se află în Haga. 
Eurojust este alcătuit dintr-un colegiu compus din 27 de judecători, procurori sau ofițeri de poliție cu experiență echivalentă din fiecare stat membru al UE. Termenii și obligațiile membrilor sunt definiți de statul care le numește. De asemenea, Eurojust cooperează cu state terțe și cu alte organisme ale UE, cum ar fi Rețeaua Judiciară Europeană, Europol și OLAF.

## Istoric
Pe 15 octombrie 1999, Eurojust a fost înființat ca urmare a unei decizii luate de Consiliul European de la Tampere pentru a crea o unitate permanentă de cooperare judiciară, cu scopul de a îmbunătăți lupta împotriva criminalității grave. Tratatul de la Nisa a modificat Tratatul Uniunii Europene pentru a include o referire la Eurojust.
La 14 decembrie 2000, Consiliul Uniunii Europene a creat o organizație precursoare numită Pro-Eurojust, pentru a permite procurorilor să testeze procesele Eurojust. Aceasta a început să funcționeze la Bruxelles pe 1 martie 2001. Atacurile teroriste din Statele Unite din septembrie acelui an au demonstrat clar necesitatea cooperării internaționale, accelerând dezvoltarea Eurojust, care a fost înființată oficial în februarie 2002 prin Decizia Consiliului 2002/187/JHA. Noua organizație s-a stabilit la Haga pe 29 aprilie 2003.

## Activitate
Eurojust se concentrează în principal pe infracțiuni care reprezintă o „amenințare specială” pentru cetățeni, cum ar fi terorismul, traficul de droguri, traficul de persoane, criminalitatea cibernetică, frauda, corupția, spălarea de bani și alte infracțiuni economice.
Eurojust nu are competența de a investiga sau de a urmări infracțiunile, dar colaborează pentru a coordona investigațiile și urmărirea penală între statele membre ale Uniunii Europene atunci când se confruntă cu criminalitatea transfrontalieră. De asemenea, poate asista în investigațiile și urmărirea penală între un stat membru solicitant și un stat non-membru unde există un acord de cooperare sau unde este necesar. Eurojust este responsabil și pentru facilitarea executării cererilor de extrădare și a mandatelor de arest european.
Eurojust menține acorduri de cooperare cu 14 state non-membre ale Uniunii Europene. Cel mai recent, Armenia, a semnat un acord de cooperare cu Eurojust pe 5 aprilie 2024.
Eurojust poate:
- Solicită statelor membre să investigheze sau să urmărească acte specifice, să colaboreze între ele sau să formeze echipe de investigație comună.
- Asigură comunicarea între statele membre despre investigațiile în curs.
- Ajută statele membre să îmbunătățească coordonarea și cooperarea.
- Colaborează cu Rețeaua Judiciară Europeană.
- Oferă suport Europol, inclusiv prin analize.
- Asigură suport logistic (traducere, interpretare, organizarea întâlnirilor).
- Solicită măsuri speciale de investigație atunci când sunt necesare.

## Legături externe
- Site web oficial
- E-Justice